# Mark Spoon
Mark Spoon, pseudoniem van Markus Löffel (Frankfurt am Main, 27 november 1966 – Berlijn, 11 januari 2006), was een Duitse trance- en technoproducer en dj.
Spoon had samen met Jam El Mar als "Jam & Spoon" enkele grote hits. Andere acts van het duo waren Tokyo Ghetto Pussy en Storm. Zijn grootste hits met Jam & Spoon waren Right in the Night met zangeres Plavka Lonich en Kaleidoscope Skies, die midden jaren negentig wekenlang in de Europese toptienhitlijsten stonden. De plaat Stella kwam minder hoog, maar wordt door tranceliefhebbers gezien als een grote klassieker, evenals Odyssey to Anyoona en hun remix van The Age of Love van Age of Love.
Begin jaren negentig werkte Spoon bij Logic-Records voor onder andere de projecten van Snap! en Dr. Alban. Als dj trad hij op bij Mayday en de Love Parade. Spoon werkt in 1996 ook eenmalig samen met Pascal F.E.O.S. voor een themasingle voor de party Rave City. Dat resulteert in de hardtrance-track The City: Bigger And Better. In 2000 werkt hij ook mee aan de track I Got A Bitch van diens groep Resistance D..
Spoon werd op 11 januari 2006 dood aangetroffen in zijn woning, nadat hij was overleden aan de gevolgen van een hartaanval.

## Prijzen
- 1992: Remixer des Jahres
- 2005: Duitse "Dance Music Award"